# 4motion

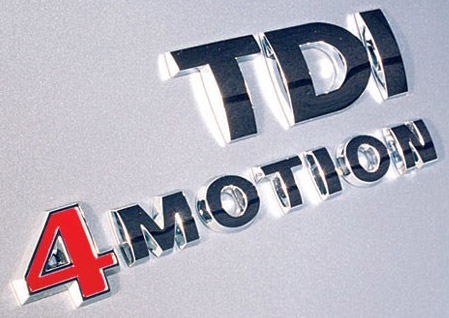
Логотип 4motion на задній частині автомобіля VW

4motion® — зареєстрований знак для товарів і послуг концерну Volkswagen AG, що використовується з 1999 року для маркування повнопривідних автомобілів (4WD) виключно бренду Volkswagen. Попередньо у Volkswagen використовувалась назві «Syncro» для 4WD моделей авто.
Серед інших товарних знаків концерну Volkswagen Group використовується марка «quattro» для автомобілів 4WD Audi. Сестринська компанія Škoda застосовує маркування «4x4» після назви моделі автомобіля, компанія Porsche просто використовує «4».
Жодна із зазначених торговельних марок не є специфічною для якоїсь конкретної конструкції системи 4WD або технології, що використовується у ній. Система повного приводу «4motion» включає диференціал передньої осі в коробці передач, роздаточну коробку, карданну передачу приводу задньої осі, багатодискову фрикційну муфту, головну передачу та диференціал задньої осі. Переважно Volkswagen у своїх моделях «4motion» з поперечним розташуванням двигуна будує трансмісію на базі муфти Haldex. При поздовжньому розташуванні двигуна у моделях типу «4motion» виробник використовує диференціал «Torsen».